# 기리영 전투
기리영 전투(崎離營 戰鬪)는 246년 마한이 대방군의 기리영을 공격하여 벌어진 전투를 의미한다. 

## 원문
從事吳林以樂浪本統韓國, 分割辰韓八國以與樂浪, 吏譯轉有異同, 臣智激韓忿, 攻帶方郡崎離營. 時太守弓遵·樂浪太守劉茂興兵伐之, 遵戰死, 二郡遂滅韓.

부종사 오림(吳林)은 낙랑이 본래 한국(韓國)을 통치했다는 이유로 진한 팔국(八國)을 분할하여 낙랑에 넣으려 하였다. 그 때 통역하는 관리가 말을 옮기면서 틀리게 설명하는 부분이 있어, 신지(臣智)가 격하고 한(韓)이 분하여 대방군의 기리영(崎離營)을 공격하였다. 이 때 대방태수 궁준(弓遵)과 낙랑태수 유무(劉茂)가 군사를 일으켜 이들을 정벌하였는데, 준은 전사하였으나 두 군은 마침내 한을 멸하였다.— 《삼국지》 위서 한전

秋八月, 魏幽州刺史毋丘儉與樂浪大守劉茂·朔 方大守王遵, 伐髙句麗, 王乗虛, 遣左將真忠, 襲取樂浪邊民. 茂聞之怒. 王恐見侵討, 還其民口.

가을 8월에 위(魏)나라 유주자사(幽州刺史) 관구검(貫丘儉)이 낙랑태수 유무(劉茂), 삭방태수(朔方太守) 왕준(王遵)과 함께 고구려를 공격하자, 왕은 그 틈을 이용하여 좌장 진충(眞忠)으로 하여금 낙랑의 변방 주민들을 습격하여 잡아오게 하였다. 유무가 이 말을 듣고 분개하였다. 왕이 침공을 받을까 걱정하여 잡아온 사람들을 돌려보냈다.— 《삼국사기》 백제본기

## 전개
낙랑군과 대방군은 한나라에 설치된 하위 통치기구로, 한과 예에 대한 교섭을 담당하였다. 그러나 후한말에 한과 예가 강성해지며 한나라의 사회가 혼란해지자 환제와 영제시기에 많은 백성이 한과 예에 유입되는 사건이 발생한다. 이후 위나라는 낙랑군의 통치자였던 공손씨 세력을 진압하고 한나라의 지방행정을 유지하면서 강성해진 한과 예에 대해 유화책을 실시한다. 그러나 위 백제본기 기록에서 볼 수 있듯 244년 고구려가 위나라를 공격하여 245년 낙랑군과 대방군이 고구려에 대한 군사행동에 나서자 백제가 후방을 공격하는 사건이 벌어진다. 이에 따라 낙랑과 대방은 한의 소국들을 이간질시키기 위해 진한 12개국 중 8개국의 교섭창구를 마한과 분리, 대방에서 낙랑으로 이전하고자 한다. 이 때 관리들이 통역을 잘못한 까닭에 신지가 격하고 한이 분하여 기리영을 공격한다. 그러나 이는 삼국지 한전에서 볼 수 있듯이 결과적으로 낙랑과 대방 두 군이 한을 멸하는 결과를 부르게 된다.

## 해석
기리영을 공격하여 멸망당한 주체가 어디인지 여러 가지 학설이 존재한다. 

### 백제국
백제국이 그 주체였다는 학설이다. 이는 고이왕이 낙랑 변방의 백성들을 잡아온 백제본기의 기록에 그 근거를 둔다. 그러나 왕이 걱정하여 백성들을 돌려보낸 것이 대방태수 궁준이 전사한 기리영 전투의 전과와 큰 차이가 있는 점, 한을 멸망시켰다는 삼국지의 기록에 비해 큰 피해를 입지 않고 오히려 후에 대방태수의 딸을 왕비로 들였다는 점 등에서 이 견해는 부정당한다.

### 목지국
목지국이 그 주체였다는 학설이다. 이는 목지국이 당시 마한의 맹주국이었고, 기리영전투 이후 마한이 서서히 약해졌다는 삼국사기의 기록과도 일치한다. 또한 이듬해 나해국(那奚國) 등 십수개의 국이 이탈한 것이 한을 멸했다는 삼국지 한전 기록의 실제 사건이라는 해석이 가능하다. 그러나 당시 위나라와 국경을 맞댄 소국들이 강성한 상황이어 맹주의 영향을 크게 받지 않았고, 후에 신분고국설이 매우 유력해지며 목지국설은 힘을 잃는다.

### 신분고국
신분고국(臣濆沽國)이 그 주체였다는 학설이다. 신분고국은 다른 자료에서는 신분활국(臣濆活國)으로 언급되는데, 삼국지 동이전에서 큰 세력으로 우대받는 나라로 언급되는 분신리아불예(濆臣離兒不例) 역시 신분고국을 의미한다. 신분고국이 기리영 전투의 주체라는 결정적인 근거는 삼국지 한전의 판본 분석에서 온다. 위에 인용된 "신지격한분(臣智激韓忿, 신지가 격하고 한이 분하여)"이라는 구절은 모두 명나라 이후 판본에서 등장하고, 그 이전의 현존하는 판본 중 가장 오래된 판본인 남송시대에 편찬된 통지 소흥본(紹興本)에서는 위지를 인용하며 "신지고한분(臣幘沽韓忿)"으로 서술하였다. 또한 이 설을 채택함에 따라 멸망당한 주체가 신분고국이 되어, 백제국과 목지국이 기리영 전투 이후에도 존속하였다는 점 역시 부드럽게 설명된다.

## 참고
- 삼국지 권30 위서 동이 한
- 삼국사기 권24 백제본기 고이왕 13년
- 낙랑군 연구, p222, p223
- 대백제[10][11]